# 7-й Харьковский корпус Украинской державы
7-й Харьковский корпус (7-й Х.к. Укр.д., укр. 7-й Харківський корпус) — воинское соединение в Армии Украинской Народной Республики, созданное 17-29 апреля 1918 года (после 29 апреля 1918 в Армии Украинской державы) в Харьковской губернии во время Гражданской войны в России. Управление корпуса являлось управлением военного округа и соответственно командир корпуса имел права командующего войсками военного округа.

## Предыстория
1918 год
Германские войска оккупировали Харьковскую губернию. Губернская, уездная и волостная администрации, которые оставались верной руководству УНР, на самом деле утратили всякую связь с ним и оказалась под влиянием оккупационного военного союзного командования. См.
17 апреля по приказу Военного министра Центрального Совета (укр. Центральной Рады) В. Жуковского началось формирование 7-го Харьквского корпуса с управлением корпуса в Харькове Харьковской губернии., Командиром корпуса назначен генеральный значковый Пётр Волкобой.,
Одновременно в губернии формировались органы военного управления военного округа. Вое́нный о́круг — это территориальное общевойсковое объединение соединений, частей, военно-учебных заведений и местных военных учреждений. Территория округа соответствовала территории губернии. Администрация военного округа обязана обеспечить проведение мероприятий, связанных с подготовкой государства и вооружённых сил на случай войны, организовать подготовку войск и штабов и других задач.

## История
Армия Украинского государства (укр. Україньскої держави) создавалась на Украине после прихода к власти 29 апреля 1918 года гетмана П. П. Скоропадского. В числе 8-ми корпусов был и 7-й корпус, со штабом в г. Харькове. Полки корпуса представляли собой «украинизированные» части Русской армии с прежним офицерским кадром.
Харьковская губерния включала Ахтырский уезд (Ахтырка), Богодуховский уезд (Богодухов), Валковский уезд (Валки), Волчанский уезд (Волчанск), Змиевской уезд (Змиев), Изюмский уезд (Изюм), Купянский уезд (Купянск), Лебединский уезд (Лебедин), Старобельский уезд (Старобельск), Сумской уезд (Сумы), Харьковский уезд (Харьков). На территории губернии проводилась вербовка мужского населения добровольцами вступать в вооружённые силы Украинской державы.
13-я пешая дивизия формировалась из личного состава 42-й пехотной дивизии Русской армии.
14-я пешая дивизия формировалась из личного состава 31-й пехотной дивизии Русской армии.
3-я конная дивизия формировалась из личного состава 10-й кавалерийской дивизии Русской армии.
В мае состав корпуса:
- Управление корпуса в городе Харькове (губернский город Харьковской губернии)
- 13-я пешая дивизия. Управление дивизии в городе Харькове
  - 37-й пеший Бирюченский полк (штаб полка и весь полк в городе Бирюче (уездный город Бирюченского уезда Воронежской губернии, относившейся к Великороссии)
  - 38-й пеший Купянский полк (штаб полка и весь полк в городе Купянске (уездный город Купянского уезда Харьковской губернии)
  - 39-й пеший Харьковский полк (штаб полка и весь полк в городе Харькове (губернский город Харьковской губернии)
- 14-я пешая дивизия
  - 40-й пеший Изюмский полк (штаб полка и весь полк в городе Изюм (уездный город Изюмского уезда Харьковской губернии)
  - 41-й пеший Корочанский полк (штаб полка и весь полк в городе Короча (уездный город Корочанского уезда Курской губернии, относившейся к Великороссии)
  - 42-й пеший Валковский полк (штаб полка и весь полк в городе Валки (уездный город Валковского уезда Харьковской губернии)
- 7-й авиадивизион (см. Авиация Украинской державы)[6]

В оперативном подчинении 7-й авиадивизион корпуса был у Инспекции авиации Харьковского района. Дивизион имел 13 самолётов, также хранил самолёты в заводской упаковке и восемь держал в капитальном ремонте.

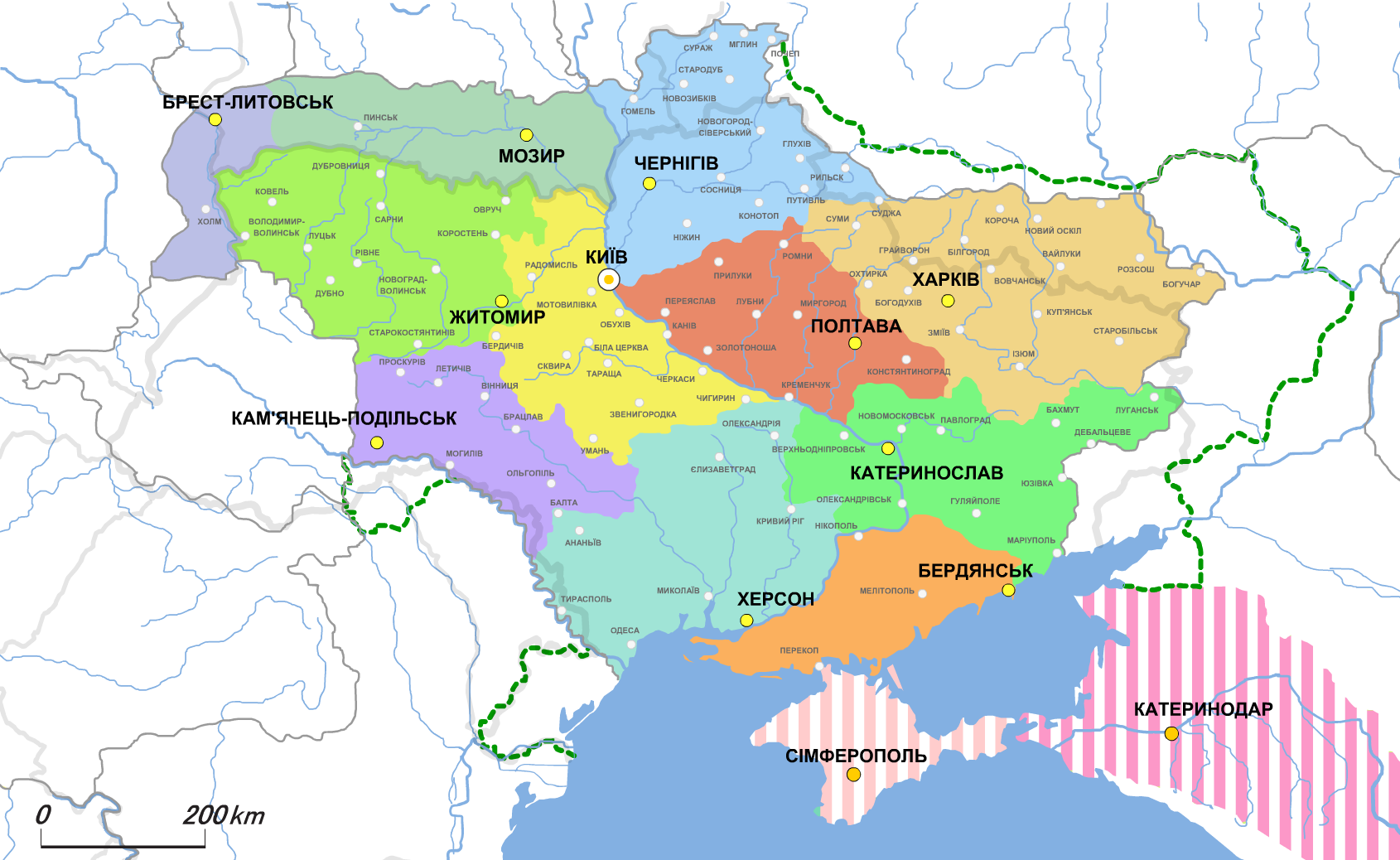
Административно-территориальное деление. Зелёная пунктирная линия — территориальные претензии.

В мае Германское командование объявило указ о демобилизации армии Украинской Народной Республики. Армию и Флот по собственному желанию покидали опытные козакы (солдаты и матросы) и унтер-офицеры, набранные по закону У. Н. Р. из местных жителей до 29 апреля 1918 года.
30 мая правительством издан Закон, которым была утверждена Присяга на верность Украинскому Государству, и Закон о военной подсудности. Военнослужащие начали принимать присягу, а нежелавшие служить в новой армии уходили.

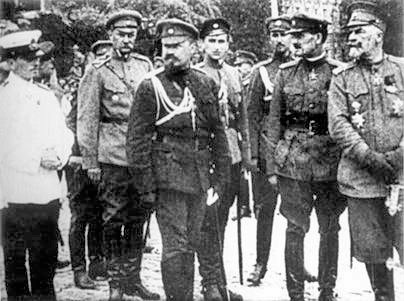
Служащие военного министерства Украинской Державы — полковник Николай Лаврентьевич Максимов (крайний слева, в белой форме) и военный министр генеральный бунчужный
Александр Францевич Рагоза (крайний справа).

16 июля корпуса состоял из 13-й и 14-й пеших дивизий, 3-й конной дивизии, 13-й и 14-й лёгких пушечных бригад, 7-й тяжёлой пушечной бригады, 7-го горного артиллерийского полка, 7-го инженерного полка (укр. куреня), 7-го отдельного броневого (укр. панцирного) дивизиона, 7-й автоколонны, 7-го радиотелеграфного дивизиона. Численность личного состава во всех воинских частях была небольшая. Командир корпуса генеральный значковый П. Волкобой по какой-то причине находился в Киеве, а не в Харькове.
24 июля Совет министров (укр. Рада министров) Украинской державы принял Закон о всеобщей войсковой повинности и утвердил План организации армии, подготовленный Генеральным штабом. Восемь корпусов, которые составляли основу армии, должны были формироваться по территориальному принципу. 7-м корпусом должен был стать Харьковский.
Соединения и воинские части комплектовались офицерами, ранее проходившими службу в Российской Императорской Армии и Революционной армии свободной России.
1 августа утверждён Закон о политическо-правовом положении служащих Военного ведомства, который запрещал им быть в составе и брать участие в работе каких-либо кружков, товариществ, партий, союзов, комитетов и иных организаций, имеющих политический характер.
18 октября командиром корпуса назначен генеральный хорунжий Александр Лигнау. Начальником штаба корпуса назначен генеральный хорунжий Павел Панченко-Криворотенко.
В октябре на службу в ряды армии должны были быть призваны новобранцы 1899 года рождения, однако, из-за внутренних и внешних факторов политической ситуации осенью 1918 года набор призывников был отложен на более позднее время.
Вооружённые силы Украинской державы состояли из 8-ми корпусов, являвшихся одновременно и военными округами: 1-й Волынский, 2-й — Подольский, 3-й — Одесский, 4-й Киевский, 5-й Черниговский, 6-й — Полтавский, 7-й — Харьковский, 8-й — Екатеринославский. Корпуса включали пешие дивизии с 1-й по 16-ю. Корпуса включали 54 пехотных и 28 кавалерийских полков, 48 полевых артиллерийских полков, 33 тяжёлых артиллерийских полков, 4 конно-артиллерийских полка. В вооружённых силах было 4,5 кавалерийских дивизий. Формирование соединений и воинских частей производилось по территориальному принципу. Имелись также Гвардейская Сердюцкая дивизия (сформирована в июле), Бригада морской пехоты, 1-я стрелецко-казацкая дивизия (см.Серожупанники, передана австрийскими властями 28 августа 1918 года), Отдельная Запорожская дивизия, Черноморская флотилия, Бригада морской пехоты. Штатная численность армии мирного времени составляла 75 генералов, 14 930 старшин, 2 975 военных чиновников, 291 121 подстаршин и казаков. Фактическая численность вооружённых сил в ноябре 1918 года достигала 60 тысяч человек.
9 ноября в полдень Германская империя революционными гражданами провозглашена республикой. (см. Ноябрьская революция в Германской империи) Для правительства Украинской державы это событие предвещало ослабление власти.
11 ноября завершилась Первая мировая война. Германская империя прекратила существование в результате Ноябрьской революции.
12 ноября в Харьков прибыл на отдых 2-й Запорожский полк Отдельной Запорожской дивизии, командир полка полковник П. Ф. Болбочан.
14 ноября гетман П. П. Скоропадским провозгласил Акт федерации, которым он обязывался объединить Украину с будущим (небольшевистским) российским государством.
В ночь с 15 на 16 ноября 2-й Запорожский полк совершил в г. Харькове государственный переворот: губернский староста и командование 7-го Харьковского корпуса во главе с командиром корпуса генералом А. Лигнау были отстранены от власти. Также были разоружены и другие кадровые части. Арест и разоружение состоялось без какого-либо сопротивления со стороны старшин (офицеров).,
16 ноября началось возглавленное Директорией УНР восстание против гетмана П. П. Скоропадского повстанческого движения и восставшими войсками Украинской державы под командованием С. В. Петлюры. Гражданская война на Украине сметала ещё одну власть.

## Полное наименование
7-й Харьковский корпус

## Командование
Командиры корпуса:
- 17 апреля—18 октября 1918 — Пётр Волкобой, генеральный значковый.[11]
- с 18 октября 1918 — Александр Лигнау, генеральный хорунжий.[12]

Начальник штаба:
- С 18 октября 1918 — Павел Панченко-Криворотенко, генеральный хорунжий[13]

Командир бригады 13-й пешей дивизии
- С 12 мая 1918 — возможно до 14 февраля 1919 — Жданов Николай Александрович[14][15]

## Состав
На май 1918:
- Управление корпуса в Харькове (губернский город Харьковской губернии)
- 13-я пешая дивизия. Управление дивизии в Харькове
  - 37-й пеший Бирюченский полк (штаб полка и весь полк в Бирюче (уездный город Бирюченского уезда Воронежской губернии, относившейся к Великороссии)
  - 38-й пеший Купянский полк (штаб полка и весь полк в Купянске (уездный город Купянского уезда Харьковской губернии)
  - 39-й пеший Харьковский полк (штаб полка и весь полк в Харькове)
- 14-я пешая дивизия
  - 40-й пеший Изюмский полк (штаб полка и весь полк в городе Изюм (уездный город Изюмского уезда Харьковской губернии)
  - 41-й пеший Корочанский полк (штаб полка и весь полк в городе Короча (уездный город Корочанского уезда Курской губернии, относившейся к Великороссии)
  - 42-й пеший Валковский полк (штаб полка и весь полк в городе Валки (уездный город Валковского уезда Харьковской губернии)
- 7-й авиадивизион

На 16 июля 1918:
- Управление корпуса в Харькове
- 13-я пешая дивизия[3]
- 14-я пешая дивизия[3]
- 3-я конная дивизия[3]
- 13-я лёгкая пушечная бригада[3]
- 14-я лёгкая пушечная бригада[3]
- 7-я тяжёлая пушечная бригада[3]
- 7-й горный артиллерийский полк[3]
- 7-й инженерный полк[3]
- 7-й отдельный броневой дивизион[3]
- 7-я автоколонна[3]
- 7-й радиотелеграфный дивизион[3]
- 7-й авиадивизион